# Liste der Naturdenkmale in Kastellaun
Die Liste der Naturdenkmale in Kastellaun nennt die im Gemeindegebiet von Kastellaun ausgewiesenen Naturdenkmale (Stand 13. Mai 2024).

## Naturdenkmale
| Nr. | Bezeichnung            | Lage         | Beschreibung            | Bild                                    |
| --- | ---------------------- | ------------ | ----------------------- | --------------------------------------- |
|     | Lindenallee im Hohlweg | Hohlweg Lage | Tilia cordata, 19 Bäume | Direkt Bild zu diesem Denkmal hochladen |

## Ehemalige Naturdenkmale
| Nr. | Bezeichnung                        | Lage                            | Beschreibung                | Bild                                    |
| --- | ---------------------------------- | ------------------------------- | --------------------------- | --------------------------------------- |
|     | Baumgruppe am Kastellauner Bahnhof | Bahnhofstraße, bei Nr. 54a Lage | Rechtsverordnung aufgehoben | Direkt Bild zu diesem Denkmal hochladen |